# Terry Baker
Terry Wayne Baker (Pine River, 5 maggio 1941) è un ex giocatore di football americano statunitense che ha militato nel ruolo di quarterback nella National Football League (NFL) e nella Canadian Football League. Fu la prima scelta assoluta del Draft NFL 1963 da parte dei Los Angeles Rams. Al college giocò a football a Oregon State dove vinse l'Heisman Trophy, il massimo riconoscimento individuale a livello universitario.

## Carriera
Baker fu la prima scelta assoluta del Draft 1963 da parte dei Los Angeles Rams, con cui non riuscì a replicare i successi ottenuti al college. Rimase tre stagioni coi Rams lanciando solamente 154 yard senza alcun touchdown e con 4 intercetti in 18 presenze. Chiuse la carriera da professionista giocando un'unica stagione con gli Edmonton Eskimos della CFL.
Baker è l'unico atleta della storia ad aver vinto l'Heisman Trophy e ad aver raggiunto le Final Four del torneo di basket della NCAA.

## Palmarès
- Heisman Trophy (1962)
- Maxwell Award (1962)
- College Football Hall of Fame
- Numero 11 ritirato dagli Oregon State Beavers